# Northbridge

Typické schéma počítače

Northbridge (severní můstek) je také znám jako systémový řadič. Je jedním ze dvou základních čipů na základní desce. Druhý se nazývá jižní můstek a společně je označujeme jako tzv. čipovou sadu. Dělení čipsetu na severní most a jižní most je běžné, ačkoli existují i čipy, které obsahují oba najednou za cenu vyšší složitosti při výrobě.

## Přehled

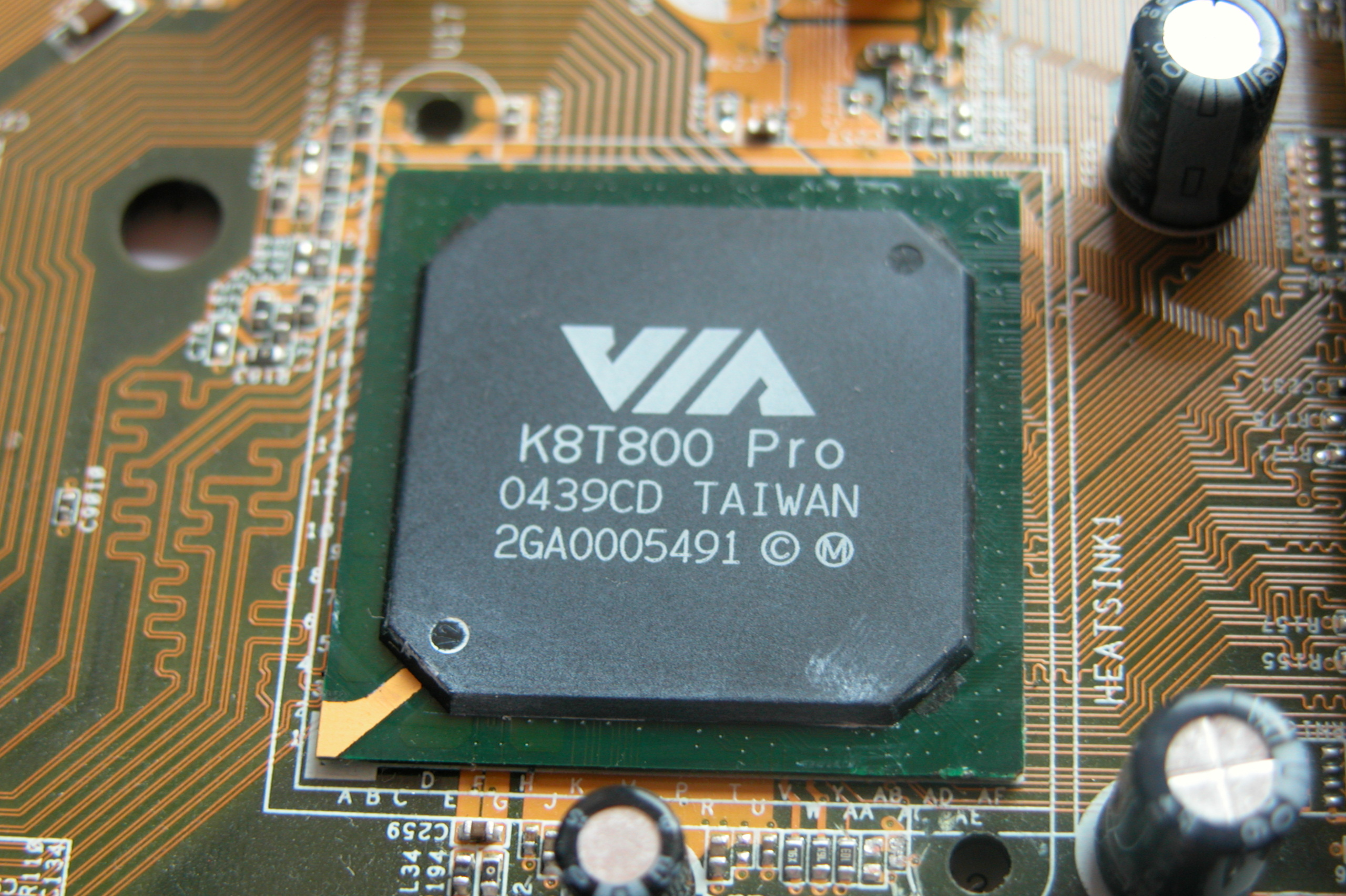
Severní můstek VIA K8T800 Pro

Severní most zajišťuje komunikaci mezi CPU, pamětí RAM (řadič paměti), AGP portem nebo PCI Express sběrnicí a také zajišťuje spojení s jižním mostem. Některé severní můstky obsahují integrované grafické karty. Protože různé procesory a paměti vyžadují rozdílnou signalizaci, pracuje severní můstek pouze s jedním nebo se dvěma typy procesorů a zpravidla pouze s jedním typem paměti RAM. Existují čipsety, které podporují dva druhy paměti RAM, které jsou dostupné při přechodu na nový standard.
Například severní můstek čipsetu NVIDIA nForce2 bude spolupracovat pouze s procesory Duron, Geode NX, Athlon a Athlon XP spojenými s DDR SDRAM. Čipset Intel i875 bude pracovat pouze se systémy užívající procesory Pentium 4, Pentium M, Celeron nebo Celeron M, které mají frekvenci vyšší než 1,3 GHz a DDR SDRAM pamětí. Čipset Intel i915g pracují pouze s procesory Pentium 4 a Celeron, ale mohou používat paměti DDR nebo DDR2.

## Význam
Severní můstek je na základních deskách základním prvkem, který určuje rychlost, druh procesorů, jejich množství a druh paměti RAM, který bude použit. Ostatní faktory, jako jsou regulace napětí a počet konektorů, také hrají roli. Prakticky všechny čipsety podporují pouze jednu procesorovou sadu s maximálním množstvím paměti RAM, měnícím se podle druhu procesoru a typu základní desky. Éra prvních Pentií měla často omezení na 128 MB. Architektura procesoru Pentium Pro umožňovala adresovat více než 4 GB paměti (36 bitů, což umožňuje adresovat až 64 GB paměti), avšak základní desky takové množství fyzické paměti RAM obvykle nepodporovaly.
Severní můstek je obvykle schopen propojení s jedním nebo se dvěma různými jižními můstky, což ovlivňuje výsledné možnosti a nabízené technologie základní desky.

## Poslední vývoj
Řadič paměti RAM, který byl standardně umístěn v severním můstku, byl u architektury AMD64 přesunut přímo do procesoru. Ostatní výrobci, jako je Intel a IBM, také začlenili tuto změnu do svých nových procesorů.
Výhledem do budoucnosti je SOC (System On Chip), což dále sníží počet komponent na základní desce. Větší čipy však omezují univerzálnost řešení, mají větší počet pinů a jsou složitější. Současné vysokorychlostní sběrnice jsou sériové (PCIe, SATA), což naopak složitost snižuje. V budoucnu můžeme očekávat návrat ke standardnímu připojení ostatních obvodů přes sběrnici (nejspíše PCI Express), které by navíc mohly být sloučeny do jediného Super I/O kontroléru. Ušetřené vývody mohou být také použity pro další integrovaná rozhraní, jako SATA, USB, IDE, SDIO čtečky karet a řadiče PCI.

## Severní můstek a přetaktování
Severní můstek hraje důležitou roli v tom, jak dalece mohou být počítače (pře)taktovány. Jejich frekvence je stanovena pro procesor jako základní, od níž se jeho vlastní frekvence odvíjí (pomocí násobičů). Vzhledem k vysoké integraci vyžaduje severní můstek obvykle samostatné aktivní chlazení.